# Western (film uit 1997)
Western is een Franse film van Manuel Poirier die werd uitgebracht in 1997. 
Deze roadmovie 'à la française' is de film waarmee Poirier doorbrak. Hij gaat nog steeds door voor zijn beste en bekendste film.

## Samenvatting
Paco is een Spanjaard die ergens in Bretagne een lifter oppikt. Die lifter, Nino, is een Russische immigrant die er met Paco's auto vandoor gaat zodra hij daar de kans toe ziet.
Paco moet nu op zijn beurt liften om de diefstal van zijn wagen op het commissariaat aan te geven. Hij wordt meegenomen door een vrouw op wie hij meteen verliefd wordt. Zij ziet hem ook wel zitten. Ze spreken af elkaar gedurende drie weken niet te zien om te zien of hun prille liefde daar tegen bestand is. 
In afwachting van hun terugzien zwerft Paco rond in Bretagne en botst weer op Nino. Ze besluiten samen op te trekken, worden algauw vrienden en ontmoeten onderweg heel wat mensen.

## Rolverdeling
| Acteur              | Personage                 |
| ------------------- | ------------------------- |
| Sergi López         | Paco Cazale               |
| Sacha Bourdo        | Nino                      |
| Élisabeth Vitali    | Marinette                 |
| Marie Matheron      | Nathalie                  |
| Serge Riaboukine    | chauffeur                 |
| Catherine Riaux     | de vriendin van Guenaelle |
| Jean-Jacques Vanier | dokter Yvon Le Marrec     |
| Marilyne Canto      | Marilyne                  |